# 2005
2005 (MMV) je bilo navadno leto, ki se je po gregorijanskem koledarju začelo na soboto. Mednarodna zveza za osnovno in uporabno fiziko je 2005 proglasila za mednarodno leto fizike.

## Dogodki

### Januar – junij
- 5. januar – astronomi na posnetkih iz Observatorija Mount Palomar odkrijejo pritlikavi planet Erido.
- 14. januar – Nasina sonda Huygens (del odprave Cassini-Huygens) uspešno pristane na Saturnovi luni Titan in prične pošiljati podatke.
- 25. januar – v stampedu med romanjem v indijskem templju Mandhradevi umre vsaj 250 romarjev.
- 30. januar – v Iraku potekajo volitve prehodne vlade, ki nadomesti začasno vlado, nastavljeno po invaziji zahodnih sil.
- 10. februar – severnokorejske oblasti razglasijo svojo državo za jedrsko silo.
- 14. februar – ustanovljeno je spletno socialno omrežje za deljenje videoposnetkov YouTube.
- 16. februar – v veljavo stopi Kjotski protokol, mednarodni dogovor o omejevanju izpustov toplogrednih plinov, a brez podpore Združenih držav Amerike in Avstralije.
- 22. februar – močan potres, ki prizadene provinco Kerman na jugu Irana, poškoduje mesto Zarand in več okoliških vasi ter zahteva preko 600 žrtev.
- 3. marec – ameriški milijonar Steve Fossett postavi z letalom Virgin Atlantic GlobalFlyer rekord za najhitrejši solo polet okrog sveta brez pristanka in dotakanja goriva (2 dni, 19 ur, 1 minuta).
- 24. marec – revolucija v Kirgiziji doseže vrhunec s strmoglavljenjem predsednika Askarja Akajeva.
- 2. april – milijoni ljudi in številne državne delegacije se pričnejo zbirati v Vatikanu po smrti papeža Janez Pavla II.
- 8. april – volivci karibskega otoka Curaçao na referendumu zavrnejo odcepitev od Nizozemske, odločijo pa se za ločitev od preostanka Nizozemskih Antilov.
- 9. april – desettisoči protestnikov izrazijo nasprotovanje ameriški okupaciji Iraka s sprevodom po ulicah Bagdada, ki se konča na trgu, kjer je stal leta 2003 porušeni kip Sadama Huseina.
- 19. april – papež Benedikt XVI. nasledi Janeza Pavla II. kot 265. papež Rimskokatoliške cerkve.
- 26. april – Sirija umakne preostanek svojih 14.000 vojakov iz Libanona.
- 27. april – krstni polet »Superjumba«, potniškega letala Airbus A380.
- 17. maj – Kuvajt prizna ženskam polno volilno pravico.
- 31. maj – revija Vanity Fair razkrije identiteto »globokega grla«, informanta, ki je leta 1972 razkril javnosti afero Watergate.

### Julij – december
- 2. julij – v desetih mestih po vsem svetu potekajo dobrodelni koncerti Live 8 v podporo programu za odpravo revščine.
- 4. julij – Nasina sonda Deep Impact izstreli projektil v komet Tempel 1, kar omogoči študijo njegove notranje sestave.
- 7. julij – v štirih koordiniranih samomorilskih bombnih napadih na javno potniško omrežje v Londonu (predvsem podzemno železnico) umre 56 ljudi, okrog 700 je ranjenih.
- 23. julij – islamski skrajneži izvedejo bombni napad na egiptovsko letoviško mesto Šarm El Šejk in ubijejo 88 ljudi, predvsem Egipčanov.
- 28. julij – Začasna Irska republikanska armada izda obvestilo o končanju oboroženega upora, ki je trajal od leta 1969, in ukaže vsem enotam, naj odvržejo orožje.
- 23. avgust – Izrael izseli prebivalce 25 judovskih naselbin v Gazi in na Zahodnem bregu.
- 29. avgust – orkan Katrina doseže severno obalo Karibskega morja in opustoši jug Združenih držav Amerike.
- 14.–16. september – predstavniki 191 držav članic Organizacije združenih narodov se zberejo na Svetovnem vrhu v New Yorku.
- 30. september – danski časopis Jyllands-Posten objavi sporne karikature Mohameda, ki izzovejo ogorčenje Muslimanov.
- 7. oktober – Slovenija predstavi podobe slovenskih evrokovancev.
- 8. oktober – močan potres prizadene pakistanski del pokrajine Kašmir, v eni najhujših tovrstnih naravnih katastrof v novejši zgodovini umre po ocenah okrog 100.000 ljudi.
- 19. oktober – prične se sojenje nekdanjemu iraškemu voditelju Sadamu Huseinu.
- 31. oktober–1. november – slovenski »rop stoletja«: oboroženi roparji vstopijo v trezorje banke SKB v Ljubljani, onesposobijo varnostnike in izpraznijo več sto oddanih sefov.
- 22. november – Angela Merkel nastopi mandat nemške kanclerke
- 30. november – francoski kirurgi izvedejo prvo delno presaditev obraza.
- 6. december – iransko vojaško transportno letalo C-130 Hercules strmoglavi na stanovanjski del Teherana, pri čemer umre vseh 94 ljudi na krovu in 34 ljudi na tleh.
- 22. december – 16 naselij v Sloveniji pridobi status mesta po sklepu Vlade RS.
- 31. december – zadnji minuti leta 2005 je dodana prestopna sekunda za izravnavo med univerzalnim in Sončevim časom.

## Svetovna populacija
| Svetovna populacija | Svetovna populacija | Svetovna populacija | Svetovna populacija | Svetovna populacija | Svetovna populacija | Svetovna populacija |
|                     | 2005                | 2000                | 2000                | 2010                | 2010                |                     |
| ------------------- | ------------------- | ------------------- | ------------------- | ------------------- | ------------------- | ------------------- |
| Svet                | 6.453.628.000       | 6.070.581.000       | 383.047.000         |                     |                     |                     |
| Afrika              | 887.964.000         | 795.671.000         | 92.293.000          |                     |                     |                     |
| Azija               | 3.917.508.000       | 3.679.737.000       | 237.771.000         |                     |                     |                     |
| Evropa              | 724.722.000         | 727.986.000         | 3.264.000           |                     |                     |                     |
| Južna Amerika       | 558.281.000         | 520.229.000         | 38.052.000          |                     |                     |                     |
| Severna Amerika     | 332.156.000         | 315.915.000         | 16.241.000          |                     |                     |                     |
| Oceanija            | 32.998.000          | 31.043.000          | 1.955.000           |                     |                     |                     |

## Smrti
- 18. januar – Marjana Deržaj, slovenska pevka (* 1936)
- 25. januar – Philip Johnson, ameriški arhitekt (* 1906)
- 30. januar – Karmen Orel, slovenska šahistka (* 1984)
- 3. februar – Ernst Mayr, nemško-ameriški biolog, raziskovalec in filozof (* 1904)
- 4. februar – Janez Bitenc, slovenski skladatelj, pedagog in publicist (* 1925)
- 11. februar – Arthur Miller, ameriški dramatik (* 1915)
- 6. marec – Hans Albrecht Bethe, nemško-ameriški fizik, nobelovec (* 1906)
- 22. marec – Kenzō Tange, japonski arhitekt (* 1913)
- 2. april – Karol Józef Wojtyła – Janez Pavel II., papež poljskega rodu (* 1920)
- 5. april – Saul Bellow, kanadsko-ameriški pisatelj, nobelovec (* 1915)
- 6. april – Rainier III. Grimaldi, monaški knez (* 1923)
- 20. maj – Paul Ricoeur, francoski filozof (* 1913)
- 25. maj – Zoran Mušič, slovenski slikar, (* 1909)
- 1. junij – George Mikan, ameriški košarkar (* 1924)
- 20. junij – Jack St. Clair Kilby, ameriški elektrotehnik in izumitelj, nobelovec (* 1923)
- 1. avgust – Fahd bin Abdel Aziz, savdski kralj (* 1923)
- 4. avgust – Danilo Fürst, slovenski arhitekt (* 1912)
- 17. avgust – John Norris Bahcall, ameriški astronom, astrofizik (* 1934)
- 31. avgust – Joseph Rotblat, poljsko-britanski fizik, nobelovec (* 1908)
- 10. september – sir Hermann Bondi, avstrijsko-angleški matematik, astrofizik in kozmolog (* 1919)
- 20. september – Simon Wiesenthal, nemški publicist judovskega rodu (* 1908)
- 3. oktober – Alastair Graham Walter Cameron, kanadsko-ameriški astrofizik (* 1925)
- 10. oktober – Milton Obote, ugandski politik (* 1925)
- 24. oktober – Rosa Parks, afroameriška politična aktivistka (* 1913)
- 5. november – John Fowles, angleški pisatelj (* 1926
- 28. december – Stevo Žigon, srbski režiser (* 1926)
- 29. december – Jožef Kvas, ljubljanski pomožni škof (* 1919)

## Nobelove nagrade
- fizika: Roy Jay Glauber, John Lewis Hall, Theodor Wolfgang Hänsch
- kemija: Robert Grubbs, Richard Schrock, Yves Chauvin
- fiziologija ali medicina: Robin Warren, Barry Marshall
- književnost: Harold Pinter
- mir: Mohamed El Baradej in Mednarodna agencija za jedrsko energijo
- ekonomija: Robert J. Aumann, Thomas Schelling

## 2005 v fikciji
Film:
- The Transformers: film (1986): zgodba v prihodnosti se dogaja v letu 2005.
- Bicetennial Man (1999): zgodba je postavljena v april 2005.

Videoigre:
- Metal Gear Solid (1998): Tactical Espionage Action (1998): zgodba je postavljena v leto 2005.
- Twisted Metal (1995): zgodba se dogaja za božič 2005.